# Berit Aunli
Berit Aunli-Kvello (Lillehammer, 29 november 1961) is een Noors langlaufster.

## Carrière
Aunli-Kvello won tijdens de spelen van 1980 de bronzen medaille op de estafette. Aunli-Kvello behaalde haar grootse successen tijdens de wereldkampioenschappen van 1982 in eigen land door drie van de vier onderdelen te winnen namelijk de 5 en 10 kilometer en de estafette, op het vierde onderdeel de 20 kilometer won Aunli-Kvello de zilveren medaille. In 1983 beviel Aunli-Kvello  van een zoon.
Aunli-Kvello won tijdens de Olympische Winterspelen 1984 in het Joegoslavische Sarajevo de gouden medaille op de estafette en de zilveren medaille op de 5 kilometer.

## Belangrijkste resultaten

### Olympische Winterspelen
| Editie | Plaats      | Resultaten                       |
| ------ | ----------- | -------------------------------- |
| 1976   | Innsbruck   | 17e 5 km 18e 10 km 5e estafette  |
| 1980   | Lake Placid | 14e 5 km · 13e 10 km · estafette |
| 1984   | Sarajevo    | 5 km · 4e 10 km · estafette      |

### Wereldkampioenschappen langlaufen
| Editie | Plaats      | Resultaten                                          |
| ------ | ----------- | --------------------------------------------------- |
| 1976   | Innsbruck   | 17e 5 km 18e 10 km 5e estafette                     |
| 1978   | Lahti       | 6e 10 km vrij 6e 20 km vrij                         |
| 1980   | Lake Placid | 14e 5 km · 13e 10 km · estafette                    |
| 1982   | Oslo        | 5 km klassiek · 10 km vrij · 20 km vrij · estafette |
| 1985   | Seefeld     | 4e 5 km klassiek · 4e 20 km klassiek · estafette    |